# 서머 리

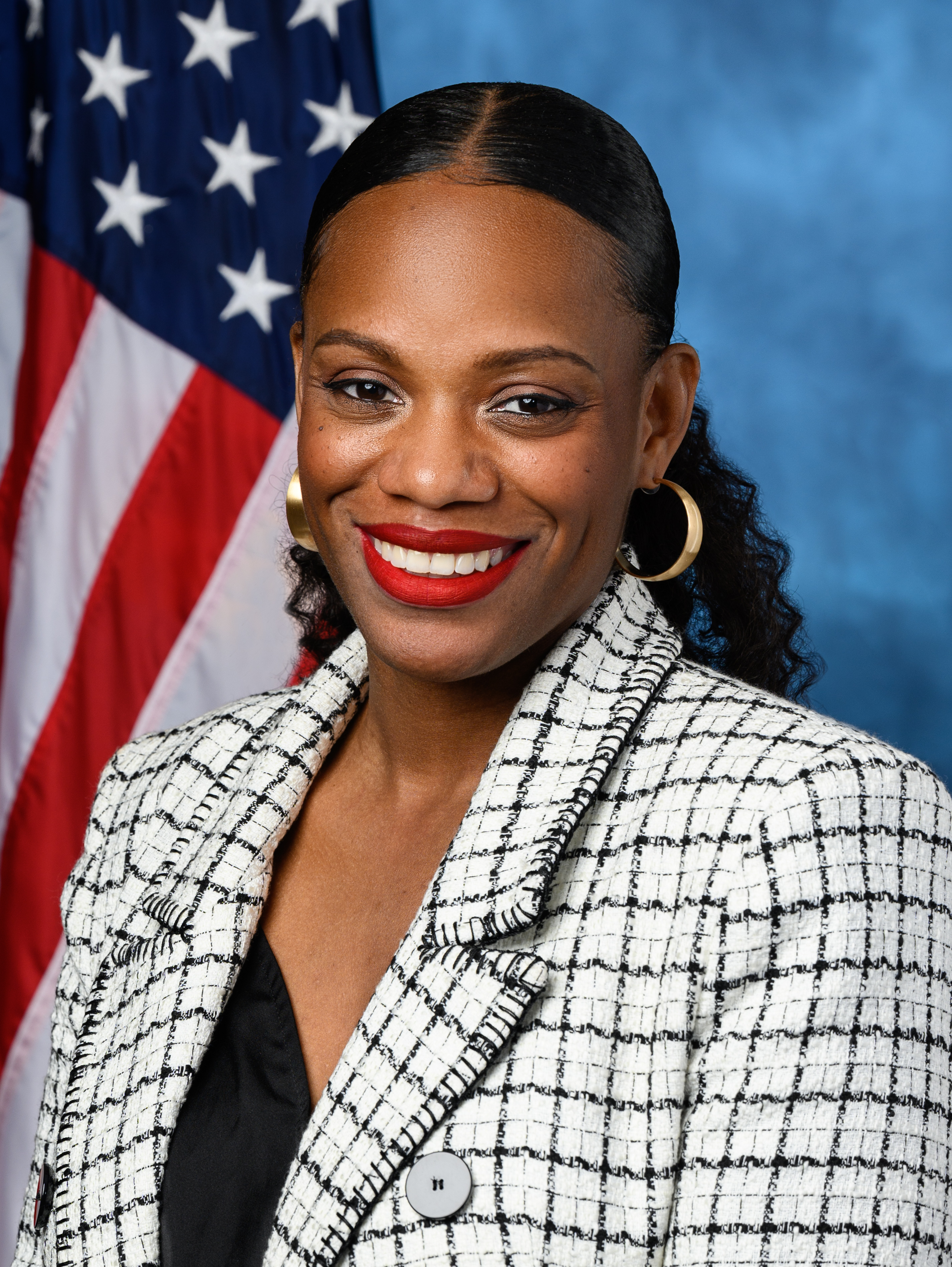
2022년 공식 초상화

서머 린 리(Summer Lynn Lee, 1987년 11월 26일 ~ )는 2023년부터 펜실베이니아주 제12선거구의 미국 하원의원인 미국의 정치인이다. 리는 2022년 선거에서 펜실베이니아주 제12선거구의 미국 하원의원 후보로 민주당 후보로 지명되었다. 1% 미만의 득표율로 예비선거에서 승리했고, 본선거에서 승리한 후 펜실베이니아주 하원의원에 진출한 최초의 흑인 여성이 되었다.
민주당 소속인 리는 2019년부터 2022년까지 펜실베이니아주 제34선거구의 하원의원이었다. 미국 민주사회주의자들(DSA) 지역 지부의 지원으로 리는 주 의회에서 남서부 펜실베이니아주를 대표하는 최초의 흑인 여성이 되었다.

## 역대 선거 결과
| 선거명      | 직책명                             | 대수  | 정당   | 득표율  | 득표수    | 결과 | 당락                         |
| ----------- | ---------------------------------- | ----- | ------ | ------- | --------- | ---- | ---------------------------- |
| 2018년 선거 | 하원의원 (펜실베이니아 제34선거구) | -대   | 민주당 | 100.00% | 21,240표  | 1위  | 펜실베이니아 주의원 당선     |
| 2020년 선거 | 하원의원 (펜실베이니아 제34선거구) | -대   | 민주당 | 100.00% | 27,129표  | 1위  | 펜실베이니아 주의원 당선     |
| 2022년 선거 | 하원의원 (펜실베이니아 제34선거구) | -대   | 민주당 | 100.00% | 22,990표  | 1위  | 펜실베이니아 주의원 당선     |
| 2022년 선거 | 하원의원 (펜실베이니아 제12선거구) | 118대 | 민주당 | 56.20%  | 184,674표 | 1위  | 펜실베이니아주 하원의원 당선 |
| 2024년 선거 | 하원의원 (펜실베이니아 제12선거구) | 119대 | 민주당 | 56.41%  | 234,802표 | 1위  | 펜실베이니아주 하원의원 당선 |